# Бизіна Ніна Іванівна
Бизіна Ніна Іванівна (3 червня 1930, Уфа — 20 квітня 2024) — радянська російська оперна співачка (лірико-колоратурне сопрано). Заслужена артистка Башкирської АРСР (1963). Заслужена артистка РРФСР (1974).

## Біографія
Бизіна Ніна Іванівна народилася 3 червня 1930 року в Уфі.
У 1947 році закінчила середню школу № 46 (нині ліцей № 46) міста Уфи, розташовану на тодішній околиці уфимського Затону.
У 1952 році закінчила Башкирський педагогічний інститут імені К. А. Тімірязєва, але любов до співу пересилила, і вона вступила до Уфимського музичного училища.
У 1956 році Ніна Бизіна закінчила Уфимське музичне училище — клас Р. Л. Фішер, яка допомогла відшліфувати сильний природний голос Ніни Бизіної і виробити гарну виконавську техніку. Молоду співачку, що володіє поставленим лірико-драматичним сопрано рідкісного тембру взяли в Башкирський державний театр опери та балету (Уфа).
У 1956—1986 роки працювала солісткою Башкирського театру опери та балету. Дебютною для Ніни Іванівни стала партія Лакме в однойменній опері Лео Деліба в 1956 році, яку уфимська публіка сприйняла із захопленням.
Ніна Іванівна заспівала десятки партій в операх російського і зарубіжного класичного репертуару. Їй вдавалися ролі і в комічній опері, і опереті. Ніну Бизіну завжди відрізняли висока виконавська техніка, емоційність і виразність, артистичність.
Виступала зі співаками Магафуром Хісматулліним, Борисом Торіком, Іваном Івашковим, Хабіром Галімовим і багатьма іншими майстрами сцени. Це був період, коли диригентами театру були великі майстри своєї справи Валерій Руттер, Ісаак Альтерман, Наріман Сабітов і Гайнетдін Муталов.
У наступні роки Ніна Іванівна виконувала партії Леонори і Джільди («Трубадур» і «Ріголетто» Джузеппе Верді), Лейли і Мікаели («Шукачі перлів» і «Кармен» Жоржа Бізе), Марфи («Царська наречена» Миколи Римського-Корсакова), Мюзетти («Богема» Джакомо Пуччіні), Розіни («Севільський цирульник» Джоакіно Россіні), Іоланти («Іоланта» Петра Чайковського), Адіни («Любовний напій» Гаетано Доніцетті), Адель («Летюча миша» Й. Штрауса) та інші класичні партії.
Концертний репертуар співачки складали твори російської і зарубіжної вокальної класики, пісні і романси башкирських композиторів Х. Ф. Ахметова, З. Г. Ісмагілова, Ш. З. Кульборисова, Р. А. Муртазіна, Н. Г. Сабітова, Р. В. Сальманова.
Виступала на Декаді башкирської літератури і мистецтва в Москві (1955), на пленумах Спілки композиторів РРФСР, в Кремлівському театрі.
На Першому Республіканському фестивалі творчої молоді співачка стала лауреатом. Ніна Бизіна ставала дипломанткою Всеросійського конкурсу музичних і драматичних театрів, лауреаткою конкурсу вокалістів, присвяченого 100-річчю з дня народження В. І. Леніна (1970). Співачка часто виступала на радіо і телебаченні. Активно співпрацювала з оперними театрами Свердловська, Челябінська, Мінська, Пермі та інших театрів країни.
За великі заслуги та значний внесок у розвиток культури і музичного мистецтва відзначена званнями «Заслужена артистка Башкирської АРСР» (1963) і Заслужена артистка РРФСР (1974).
На заслужений відпочинок співачка вийшла в 1986 році, але багато років підтримує зв'язки з рідним колективом і колегами.